# Gmina Dźwierzuty
Die Gmina Dźwierzuty [d͡ʑvjɛˈʐutɨ] ist eine Landgemeinde im Powiat Szczycieński der Woiwodschaft Ermland-Masuren in Polen. Ihr Sitz ist das gleichnamige Dorf (deutsch Mensguth) mit etwa 1700 Einwohnern.

## Geographie

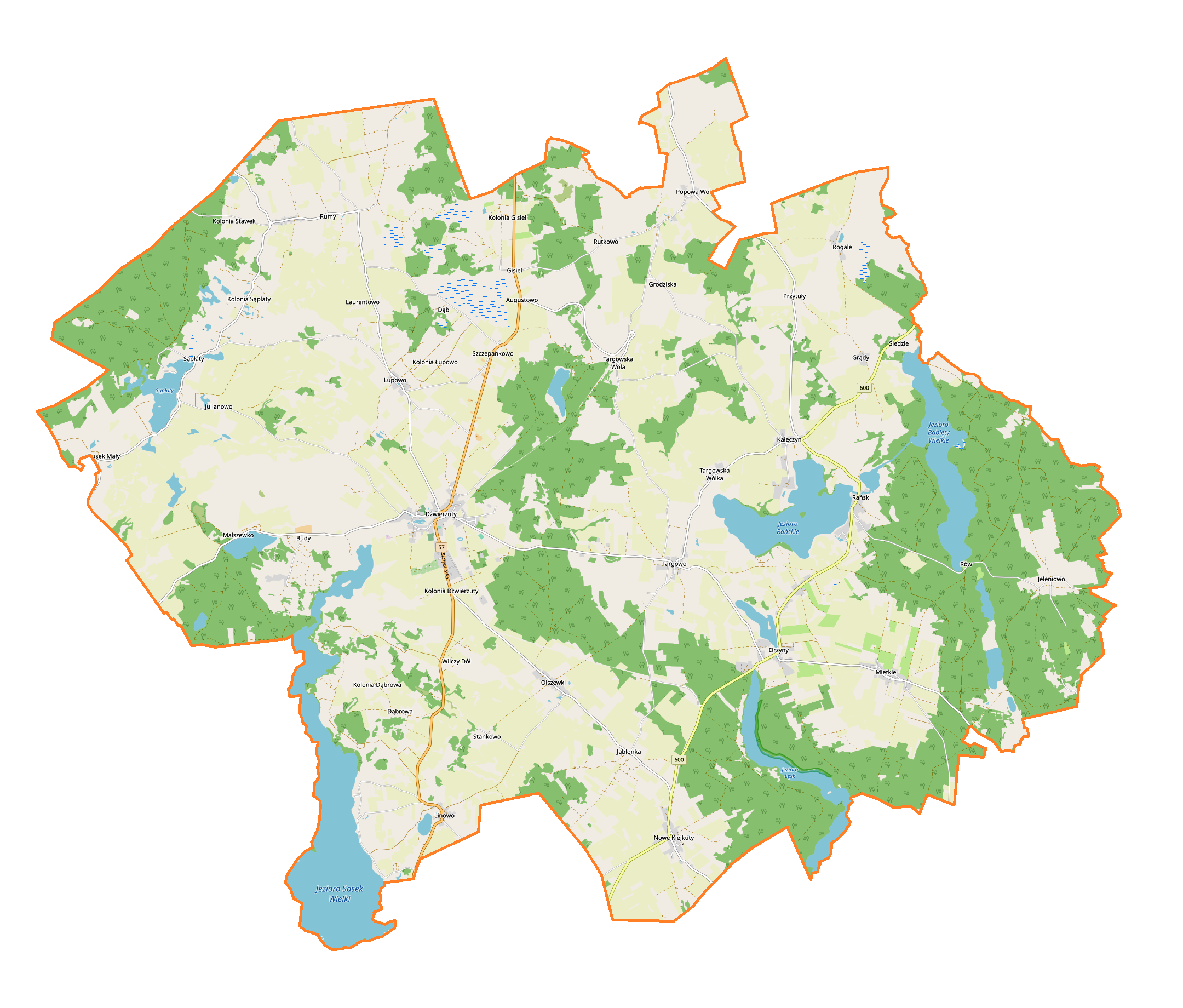
Karte der Gemeinde

Die Gemeinde liegt im Süden der Woiwodschaft. Die Kreisstadt Szczytno (Ortelsburg) liegt etwa zehn Kilometer südlich. Nachbargemeinden sind die Gemeinden Barczewo im Nordwesten, Biskupiec im Norden, Sorkwity im Nordosten, Piecki im Osten, Świętajno und Szczytno im Süden, Pasym im Südwesten und Purda im Westen.
Die Gemeinde hat eine Fläche von 263,3 km², die zu 57 Prozent land- und zu 25 Prozent forstwirtschaftlich genutzt wird. Zu ihrem Gebiet gehören zahlreiche Seen der Masurischen Seenplatte. Der Sasek Wielki ist mit 870 Hektar der größte von ihnen.  Der Babięty Wielkie (264 Hektar) zählt mit 65 Meter Tiefe zu den tiefsten Seen der Seenplatte.

## Geschichte
Die Landgemeinde wurde 1973 aus verschiedenen Gromadas wieder gebildet. Ihr Gebiet gehörte von 1946 bis 1998 zur Woiwodschaft Olsztyn in unterschiedlichem Zuschnitt. Der Powiat wurde 1975 aufgelöst. Zum 1. Januar 1999 kam die Gemeinde zur Woiwodschaft Ermland-Masuren und wieder zum Powiat Szczycieński.

## Gliederung
Die Gemeinde Dźwierzuty besteht aus 19 Dörfern mit Schulzenämtern (sołectwa; deutsche Namen amtlich bis 1945):
- Dąbrowa (Damerau)
- Dźwierzuty (Mensguth Dorf)
- Gisiel (Geislingen)
- Grądy (Gronden)
- Grodziska (Grodzisken, 1908–1945 Burggarten)
- Jabłonka (Jablonken,1938–1945 Wildenau)
- Jeleniowo (Jellinowen, 1938–1945 Gellen)
- Linowo (Leynau, 1938–1945 Leinau)
- Łupowo (Wappendorf)
- Miętkie (Mingfen)
- Nowe Kiejkuty (Neu Keykuth)
- Olszewki (Olschöwken, 1938–1945 Kornau)
- Orzyny (Erben)
- Popowa Wola (Pfaffendorf)
- Rańsk (Rheinswein)
- Rumy (Rummy A, 1938–1945 Rummau Ost, sowie: Rummy B, 1938–1945 Rummau West)
- Sąpłaty (Samplatten)
- Stankowo (Probeberg)
- Targowo (Theerwisch)

Kleinere Orte der Gemeinde sind diesen Schulzenämtern zugeordnet:
- Augustowo (Augusthof) zu Gisiel
- Babięty (Babanten) zu Jeleniowo
- Budy (Moritzruhe) zu Dźwierzuty
- Dąb zu Łupowo
- Julianowo (Julienfelde) zu Sąpłaty
- Kałęczyn (Kallenczin, 1938–1945 Kallenau) zu Rańsk
- Kulka (Forsthaus Kulk) zu Orzyny
- Laurentowo zu Rumy
- Małszewko (Malschöwen) zu Dźwierzuty
- Mirowo (Mirau) zu Dźwierzuty
- Mycielin (Mietzelchen) zu Sąpłaty
- Przytuły (Przytullen, 1938–1945 Steinhöhe) zu Rańsk
- Rogale (Rogallen, 1938–1945 Rogenau) zu Rańsk
- Rów (Rowmühle, 1938–1945 Babantmühle) zu Jeleniowo
- Rusek Mały (Klein Rauschken) zu Sąpłaty
- Rutkowo (Ruttkowen, 1938–1945 Ruttkau) zu Popowa Wola
- Śledzie (Heering) zu Grądy
- Szczepankowo (Sczepanken, 1938–1945 Stauchwitz) zu Gisiel
- Targowska Wola (Theerwischwolla, 1933–1945 Theerwischwalde) zu Targowo
- Targowska Wólka (Theerwischwolka, 1928–1945 Waldrode) zu Targowo
- Zalesie (Salleschen, 1938–1945 Ingelheim) zu Rańsk
- Zazdrość (Louisenthal) zu Targowo
- Zimna Woda (Zimnawodda, 1933–1945 Hirschthal) zu Jeleniowo

Weitere Orte und Weiler sind: Byki (Friedrikenberg), Dźwierzutki (Mensguth Vorwerk) und Julkowo (Julienhof).

## Verkehr
Wichtigste Straße ist die Landesstraße DK57 (ehemals Reichsstraße 128) von Bartoszyce (Bartenstein) nach Wielbark (Willenberg) und Maków Mazowiecki. Rańsk (Rheinswein) und den Osten der Gemeinde durchzieht die Woiwodschaftsstraße 600 von Mrągowo (Sensburg) in die Kreisstadt Szczytno (Ortelsburg).
Der nächste größere internationale Flughafen ist Danzig.
An der bis 2002 bestehenden Bahnstrecke Czerwonka–Szczytno (Rothfließ–Ortelsburg) gab es die Bahnstationen Grodziska (Grodzisken/Burggarten), Targowska Wola (Theerwischwolla/Theerwischwalde), Dźwierzuty (Mensguth), Olszewki Mazurskie (Olschöwken/Kornau), Jabłonka (Jablonken/Wildenau) und Nowe Kiejkuty (Neu Keykuth).